# كوبري الملك فيصل
كوبري الملك فيصل: هو أحد أهم كباري محافظة الجيزة، وأحياناً يُطلق عليه كوبري الجيزة، وطوله 4 كم والعرض يتراوح بين 8.5 الى19م.

## نبذة
عبارة عن كوبري معدني، له اتجاهان مختلفان واربع مطالع وهي مطلع ربيع الجيزى القادم من المنيب ومطلع القادم من شارع الاهرام ومطلع القادم من شارع الملك فيصل ومطلع القادم من شارع السودان وخمسة منازل وهي المتجة إلى كوبرى عباس وحى المنيل والمتجة إلى شارع مراد والمتجة إلى شارع الجامعة والمتجة إلى شاع السودان ويربط بين عدة مناطق رئيسية في المحافظة.

## إتجاهات الكوبري

### الإتجاه الأول (الرئيسي)
و يربط بين كل من:
- شارع الهرم
- شارع الملك فيصل
- شارع المنيب
- شارع السودان

إلى هذه المناطق:
- كوبري عباس عبوراً فوق النيل
- شارع مراد إلى ميدان الجلاء وكورنيش النيل والدقي والعجوزة ووسط العاصمة
- شارع الجامعة إلى جامعة القاهرة ومحور صفط اللبن الجديدو حى الدقى
- شارع الملك فيصل حيث القادم من شارع السودان إلى مناطق شارع فيصل حتى نهايتة

### الإتجاه الثاني
و يربط بين كل من:
- شارع السودان

إلى:
- شارع الملك فيصل

لذلك يعتبر من أهم حلقات الوصل في المحافظة، ولهذا فإنه يصل لدرجة توقف الحركة عليه في ساعات الذروة.

## المناطق المجاورة للكوبري
```
يقع اسفل الكوبرى 
ميدان الجيزة
.
```

و يوجد أسفل الإتجاه الرئيسي طرق في الإتجاه المعاكس إلى شارع الهرم وشارع المنيب وشارع السودان.
كما يمر الكوبري بجوار كلية الطب البيطرى وكلية الزراعة - جامعة القاهرة ومستشفى الطلبة والشركة الشرقية للدخان.